# ماتایش بوخلی
ماتایش بوخلی (هلندی: Matthijs Büchli؛ زادهٔ ۱۳ دسامبر ۱۹۹۲) دوچرخه‌سوار اهل هلند است.
وی در مسابقات کشوری و بین‌المللی در مجموع برندهٔ ۱ مدال طلا، ۳ مدال نقره، ۳ مدال برنز شده‌است.